# Пірканмаа
Пірканмаа (фін. Pirkanmaa) — одна з 19-ти провінцій у Фінляндії. З населенням 529 000 осіб (станом на середину 2022 року) є другою за чисельністю у державі з 9% часткою. Площа — 14 469,39 км² (4.1% від площі країни), густота — 33,69 осіб/км². Центром провінції є місто Тампере — третє за величиною у Фінляндії, станом на 1 березня 2023 року у ньому мешкали 249 700 осіб (47% від населення провінції).
Пірканмаа має також дві іншомовні офіційні назви: на другій державній шведській — Birkaland, а також має офіційну англомовну назву Tampere Region.

## Географія

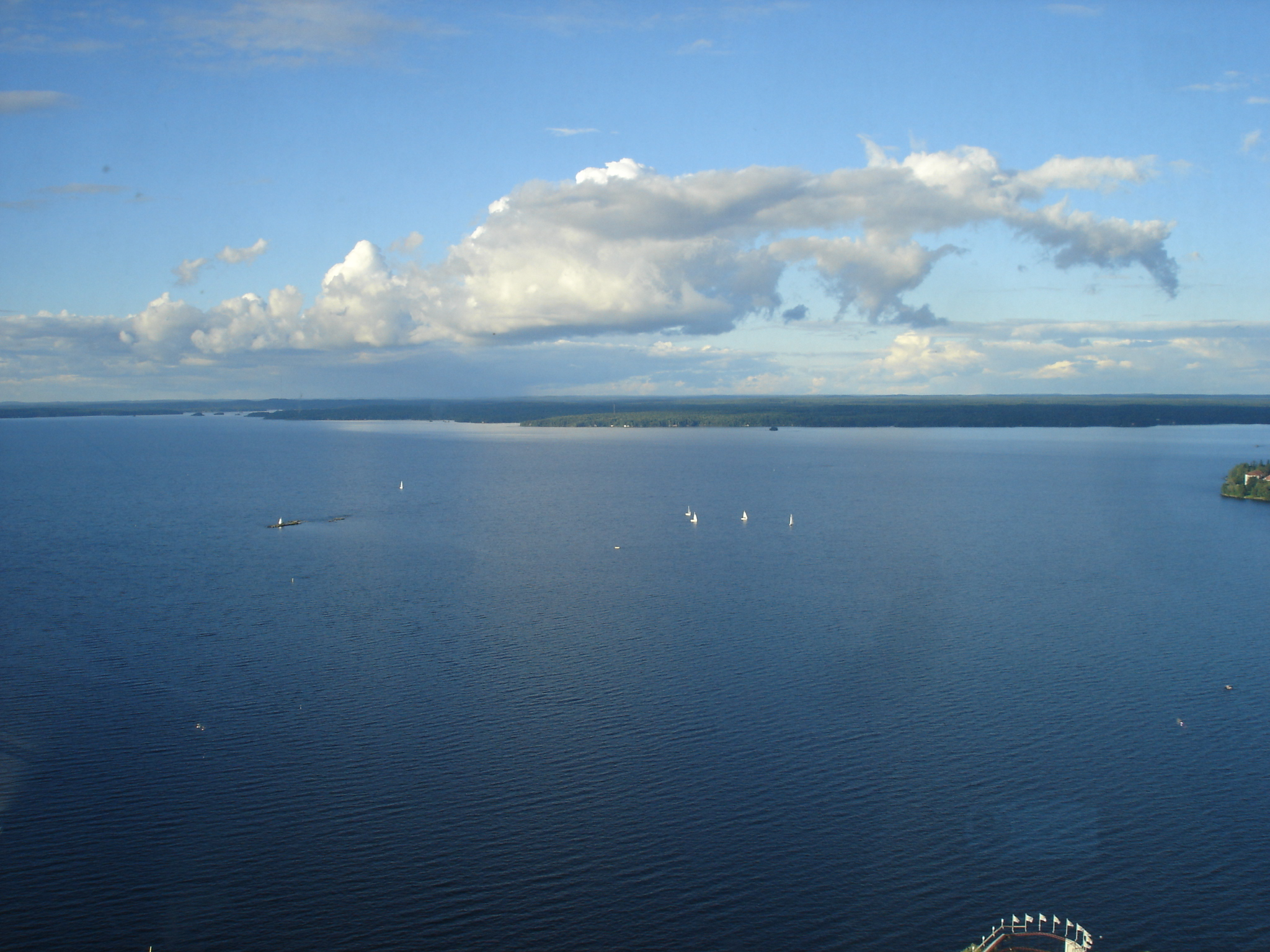
Краєвид на озеро Нясіярві з оглядової вежі Näsinneula в Тампере

Провінція є внутрішньою та не має державних кордонів. На півдні межує з провінціями Пяйят-Гяме та Канта-Гяме, що належать до губернії Південна Фінляндія. З трьох інших сторін межує із провінціями своєї Західно-Фінляндської губернії, на заході це — Південно-західна Фінляндія та Сатакунта, на півночі — Південна Пох'янмаа та на сході — Центральна Фінляндія.
В провінції Пірканмаа, як і загалом в державі є багато озер (фін. järvi), зокрема — Нясіярві площа 256 км² та Пюгяярві 121.6 км², також озеро Раутавесі. Загалом прісноводні водойми вкривають майже 1/7 частину провінції 2,022,79 км². Озера та річки Пірканмаа належать до басейну Ботнічної затоки Балтійського моря.

## Історія
До 1 січня 2010 року входила до складу губернії (ляні) Західна Фінляндія. 

## Адміністративний поділ
| Схема муніципалітетів провінції Пірканмаа 1 2 3 4 5 6 7 8 9 10 11 12 13 14 15 16 17 18 19 20 21 22 Провінція складається із 22 муніципалітетів з них 11 міських та стільки ж загальних. Усі муніципалітети згруповані у 5 субрегіонів: Південна Пірканмаа, Південно-західна Пірканмаа, Північно-західна Пірканмаа Верхня Пірканмаа та найбільший субрегіон Тампере понад 3/4 населення та 2/5 площі провінції. Південна Пірканмаа має 43 тис.осіб та складається із 3 муніципалітетів. Південно-західна Пірканмаа —28 тис.осіб, 2 муніципалітети. Північно-західна Пірканмаа —17 тис.осіб, 3 муніципалітети. Верхня Пірканмаа —26 тис.осіб, 4 муніципалітети. Субрегіон Тампере —375 тис.осіб, 10 муніципалітетів, у тому числі Тампере. | \| Герб \| Муніципалітет [на мапі] \| Назва фінською \| Нас. (осіб) \| Площа (км²) \| Тип муніци- палітету \| \| ----------------------------------------- \| ----------------------- \| --------------- \| ----------- \| ----------- \| -------------------- \| \| Субрегіон Південна Пірканмаа[fi]: \| \| \| \| \| \| \| \| Акаа [1] \| Akaa \| 17 039 \| 114.7 \| міський \| \| \| Валкеакоскі [19] \| Valkeakoski \| 20 833 \| 372.2 \| міський \| \| \| Ур'яла[fi] [18] \| Urjala \| 5,350 \| 505.4 \| загальний \| \| Субрегіон Південно-західна Пірканмаа[fi]: \| \| \| \| \| \| \| \| Пункалаідун[fi] [13] \| Punkalaidun \| 3,275 \| 364.0 \| загальний \| \| \| Састамала [16] \| Sastamala \| 24 486 \| 1387.7 \| міський \| \| Субрегіон Північно-західна Пірканмаа[fi]: \| \| \| \| \| \| \| \| Ікаалінен [3] \| Ikaalinen \| 7,422 \| 843.5 \| міський \| \| \| Кігніо [6] \| Kihniö \| 2,238 \| 390.5 \| загальний \| \| \| Паркано [11] \| Parkano \| 6,983 \| 909.8 \| міський \| \| Субрегіон Верхня Пірканмаа[fi]: \| \| \| \| \| \| \| \| Юупайокі[fi] [4] \| Juupajoki \| 2,096 \| 274.9 \| загальний \| \| \| Руовесі[fi] [15] \| Ruovesi \| 5,036 \| 950.2 \| загальний \| \| \| Мянття-Вілппула [8] \| Mänttä-Vilppula \| 11 388 \| 657.1 \| міський \| \| \| Віррат [21] \| Virrat \| 7,498 \| 1299.1 \| міський \| \| Субрегіон Тампере[fi]: \| \| \| \| \| \| \| \| Гямеенкуро[fi] [2] \| Hämeenkyrö \| 10 503 \| 505.1 \| загальний \| \| \| Канґасала [5] \| Kangasala \| 29 738 \| 649.8 \| загальний \| \| \| Лемпяяля[fi] [7] \| Lempäälä \| 20,623 \| 306.9 \| загальний \| \| \| Нокіа [9] \| Nokia \| 31 658 \| 347.8 \| міський \| \| \| Орівесі [10] \| Orivesi \| 9,618 \| 960.1 \| міський \| \| \| Пірркала[fi] [12] \| Pirkkala \| 17 289 \| 104.0 \| загальний \| \| \| Пялкяне[fi] [14] \| Pälkäne \| 6,944 \| 738.5 \| загальний \| \| \| Тампере [17] \| Tampere \| 213 344 \| 689.6 \| міський \| \| \| Весілахті[fi] [20] \| Vesilahti \| 4,335 \| 353.9 \| загальний \| \| \| Юлойярві [22] \| Ylöjärvi \| 30 500 \| 1324.1 \| міський \| |                 |             |             |                      |
| Герб | Муніципалітет [на мапі] | Назва фінською  | Нас. (осіб) | Площа (км²) | Тип муніци- палітету |
| Субрегіон Південна Пірканмаа: | |                 |             |             |                      |
| | Акаа [1] | Akaa            | 17 039      | 114.7       | міський              |
| | Валкеакоскі [19] | Valkeakoski     | 20 833      | 372.2       | міський              |
| | Ур'яла [18] | Urjala          | 5,350       | 505.4       | загальний            |
| Субрегіон Південно-західна Пірканмаа: | |                 |             |             |                      |
| | Пункалаідун [13] | Punkalaidun     | 3,275       | 364.0       | загальний            |
| | Састамала [16] | Sastamala       | 24 486      | 1387.7      | міський              |
| Субрегіон Північно-західна Пірканмаа: | |                 |             |             |                      |
| | Ікаалінен [3] | Ikaalinen       | 7,422       | 843.5       | міський              |
| | Кігніо [6] | Kihniö          | 2,238       | 390.5       | загальний            |
| | Паркано [11] | Parkano         | 6,983       | 909.8       | міський              |
| Субрегіон Верхня Пірканмаа: | |                 |             |             |                      |
| | Юупайокі [4] | Juupajoki       | 2,096       | 274.9       | загальний            |
| | Руовесі [15] | Ruovesi         | 5,036       | 950.2       | загальний            |
| | Мянття-Вілппула [8] | Mänttä-Vilppula | 11 388      | 657.1       | міський              |
| | Віррат [21] | Virrat          | 7,498       | 1299.1      | міський              |
| Субрегіон Тампере: | |                 |             |             |                      |
| | Гямеенкуро [2] | Hämeenkyrö      | 10 503      | 505.1       | загальний            |
| | Канґасала [5] | Kangasala       | 29 738      | 649.8       | загальний            |
| | Лемпяяля [7] | Lempäälä        | 20,623      | 306.9       | загальний            |
| | Нокіа [9] | Nokia           | 31 658      | 347.8       | міський              |
| | Орівесі [10] | Orivesi         | 9,618       | 960.1       | міський              |
| | Пірркала [12] | Pirkkala        | 17 289      | 104.0       | загальний            |
| | Пялкяне [14] | Pälkäne         | 6,944       | 738.5       | загальний            |
| | Тампере [17] | Tampere         | 213 344     | 689.6       | міський              |
| | Весілахті [20] | Vesilahti       | 4,335       | 353.9       | загальний            |
| | Юлойярві [22] | Ylöjärvi        | 30 500      | 1324.1      | міський              |